# Corrupção em Madagáscar
A corrupção em Madagáscar é generalizada e é agravada pela instabilidade política e pela pobreza. Em 2024, Madagáscar ficou em 140.º lugar entre 180 territórios no Índice de Percepção da Corrupção da Transparency International.

## Rede de corrupção
A gravidade da corrupção em alto nível em Madagáscar foi evidenciada pelo caso do ex-primeiro-ministro Jean Ravelonarivo. Em 2021, ele foi considerado culpado de corrupção e punido com cinco anos de prisão e uma multa de 6 bilhões de ariary, ou cerca de 1,5 milhão de dólares. As acusações envolveram contratos fraudulentos e o desfalque de fundos, cometidos durante seu mandato (2015–2016). Ele não cumpriu pena de prisão porque fugiu para a Suíça após ser condenado. Além de Ravelonarivo, outros funcionários também estiveram envolvidos e tiveram que deixar o país para evitar a acusação judicial. Entre eles está Raoul Arizaka Rabekoto, que foi diretor de uma empresa estatal durante o governo de Ravelonarivo. Esses casos evidenciam o nível de corrupção e de má conduta administrativa em Madagáscar. Apesar das tentativas de enfrentar o problema, ele ainda persiste e continua a minar o desenvolvimento e a governança eficaz do país.
A natureza sistêmica da corrupção em Madagáscar também pode ser observada no setor de recursos naturais. Por exemplo, a mineração artesanal de ouro é controlada por comerciantes em conluio com funcionários do governo. O processo de concessão de licenças de mineração também é conhecido por ser arbitrário e discricionário, permitindo a proliferação da corrupção.
O contrabando também é uma fonte significativa de má conduta administrativa em Madagáscar, explorando a fraca observância do Estado de direito no país. Quadrilhas organizadas de contrabando operam redes extensas, traficando recursos valiosos como o pau-rosa — altamente procurado na China — e participando do tráfico de vida selvagem. Essas atividades ilícitas estão profundamente entrelaçadas com redes de patronagem que alcançam os mais altos níveis do poder político. Os lucros substanciais gerados por esses empreendimentos criminosos são posteriormente lavados tanto por meio do sistema financeiro formal de Madagáscar quanto por canais informais.

## Corrupção e instabilidade política
Após a independência de França em 1960, Madagáscar enfrentou uma série de golpes militares e crises políticas. Isso gerou uma instabilidade política que continua a dificultar as tentativas subsequentes de reduzir a corrupção no setor público. Conflitos prolongados e crises políticas enfraqueceram as instituições estatais, comprometendo a aplicação de medidas anticorrupção. Essa situação é ainda agravada pela ausência de estruturas de governança sólidas, o que dificulta responsabilizar aqueles culpados por má conduta administrativa. Em 2013, houve um retorno às eleições democráticas e começou a surgir uma certa estabilidade, mas a corrupção governamental ainda persiste.

## Estruturas legais e institucionais
Madagáscar enfrenta o problema da corrupção por meio das seguintes estruturas:
- Bureau Independente Anticorrupção (BIANCO): É a principal agência anticorrupção de Madagáscar, com a missão de investigar casos de corrupção, conscientizar sobre a corrupção e seus riscos, e aconselhar o governo sobre políticas anticorrupção.[5]

- Legislação: Existem diversas leis que criminalizam a corrupção, incluindo o suborno, o desfalque e o tráfico de influência.[6] Também existem leis que obrigam a declaração de bens por parte de funcionários públicos. Esses mecanismos legais têm sido criticados pela inconsistência em sua aplicação.

## Classificações internacionais
No Índice de Percepção da Corrupção de 2024 da Transparency International, Madagáscar obteve uma pontuação de 26 em uma escala de 0 ("altamente corrupto") a 100 ("muito íntegro"). Quando classificado por pontuação, Madagáscar ficou na 140.ª posição entre os 180 países do índice, em que o país na primeira colocação é percebido como tendo o setor público mais honesto.
Para efeito de comparação com as pontuações regionais, a média entre os países da África Subsaariana foi de 33. A maior pontuação na região foi 72 e a menor foi 8.
Em comparação com os resultados globais, a melhor pontuação foi 90 (1.º lugar), a média foi 43 e a pior pontuação foi 8 (180.º lugar).